# إيلينا غورغيفا
إيلينا غورغيفا (بالبلغارية: Елена Георгиева)‏ هي فقيهة لغة بلغارية، ولدت في 15 مارس 1930 في Bratsigovo ‏ في بلغاريا، وتوفيت في 10 يناير 2007 في صوفيا في بلغاريا.

## المسيرة المهنية
كانت إيلينا ترايتشيفا جورجيفا طالبة في ليوبومير أندريشين، وأمضت حياتها المهنية في معهد اللغة البلغارية التابع للأكاديمية البلغارية للعلوم.  كانت أول اختصاصية إدارية تعيّن للمعهد عند إنشائه. درّست جورجيفا في العديد من الجامعات، بما في ذلك جامعة بلوفديف «بايسي هيليندارسكي» وجامعة شومن وحاضرت في اللغة البلغارية في فرنسا.
غطت أبحاث جورجيفا طيفاً واسعاً من اللغة البلغارية الحديثة، وتطرقت إلى قواعد اللغة والتاريخ والصرف وعلم النحو، وكانت كاتبة غزيرة الإنتاج في كلّ من التحليل والكتب المدرسية.
في عام 1974، نشرت كتابًا تحت اسم «ترتيب الكلمات البسيط في الجمل في اللغة الأدبية البلغارية» (بالإنجليزية: Simple word order in sentences in Bulgarian literary language)، والذي كان له تأثير كبير على الدراسات اللغوية. لم تكن الدراسة الأولى في بناء الجملة البلغارية، ولكنها كانت أول دراسة تُظهر أن ترتيب الكلمات لا يعتمد فقط على الفاعل ولكن أيضاً على غرض الرسالة المنقولة. بدلاً من نقل الكلمات بشكل روتيني في صيغة «الفاعل والفعل والمفعول به» قد تُنقل في صيغة أخرى للتركيز على الرسالة المنقولة.
ساهمت جورجيفا لفترة طويلة الأمد في مجلة اللغة والأدب البلغاري. بالإضافة إلى نشرها الخاص، عملت كمحررة وواحدة من الكتّاب في أهم المنشورات الأكاديمية من ثلاثة مجلدات حول قواعد اللغة البلغارية، تحت مسمّى قواعد اللغة الأدبية البلغارية المعاصرة، وكذلك تاريخ اللغة الأدبية الحديثة وقاموس.
استضافت برنامجاً إذاعياً بعنوان «اللغة الأم» لصالح الإذاعة الوطنية البلغارية.

## الأعمال المختارة
- أجزاء عن اللغة الأدبية البلغارية (بالإنجليزية: Portions on Bulgarian literary language). صوفيا، بلغاريا: الأكاديمية البلغارية للعلوم. عام 1964.
- ترتيب الكلمات البسيط في الجمل في اللغة الأدبية البلغارية (بالإنجليزية: Simple word order in sentences in Bulgarian literary language). صوفيا، بلغاريا: الأكاديمية البلغارية للعلوم. عام 1974.
- الثقافة والتدريب اللغوي (بالإنجليزية: Language Culture and Language Training). صوفيا، بلغاريا. عام 1979.
- قاموس التدقيق الإملائي للغة الأدبية البلغارية الحديثة (بالإنجليزية: Spelling Dictionary of Modern Bulgarian literary language). صوفيا، بلغاريا: الأكاديمية البلغارية للعلوم. عام 1983.
- ترتيب كلمات الجمل البسيطة المعقدة (بالإنجليزية: Word order of complex simple sentences). صوفيا، بلغاريا: الأكاديمية البلغارية للعلوم. 1987.
- تاريخ اللغة الأدبية الحديثة (بالإنجليزية: History of Modern Literary Language). صوفيا، بلغاريا: الأكاديمية البلغارية للعلوم. عام 1989.
- قواعد اللغة الأدبية البلغارية المعاصرة في ثلاثة مجلدات (بالإنجليزية: Grammar of contemporary Bulgarian literary language in three volumes). صوفيا، بلغاريا. عام 1998.